# جغرافیای تانزانیا

موقعیت تانزانیا در آفریقا.

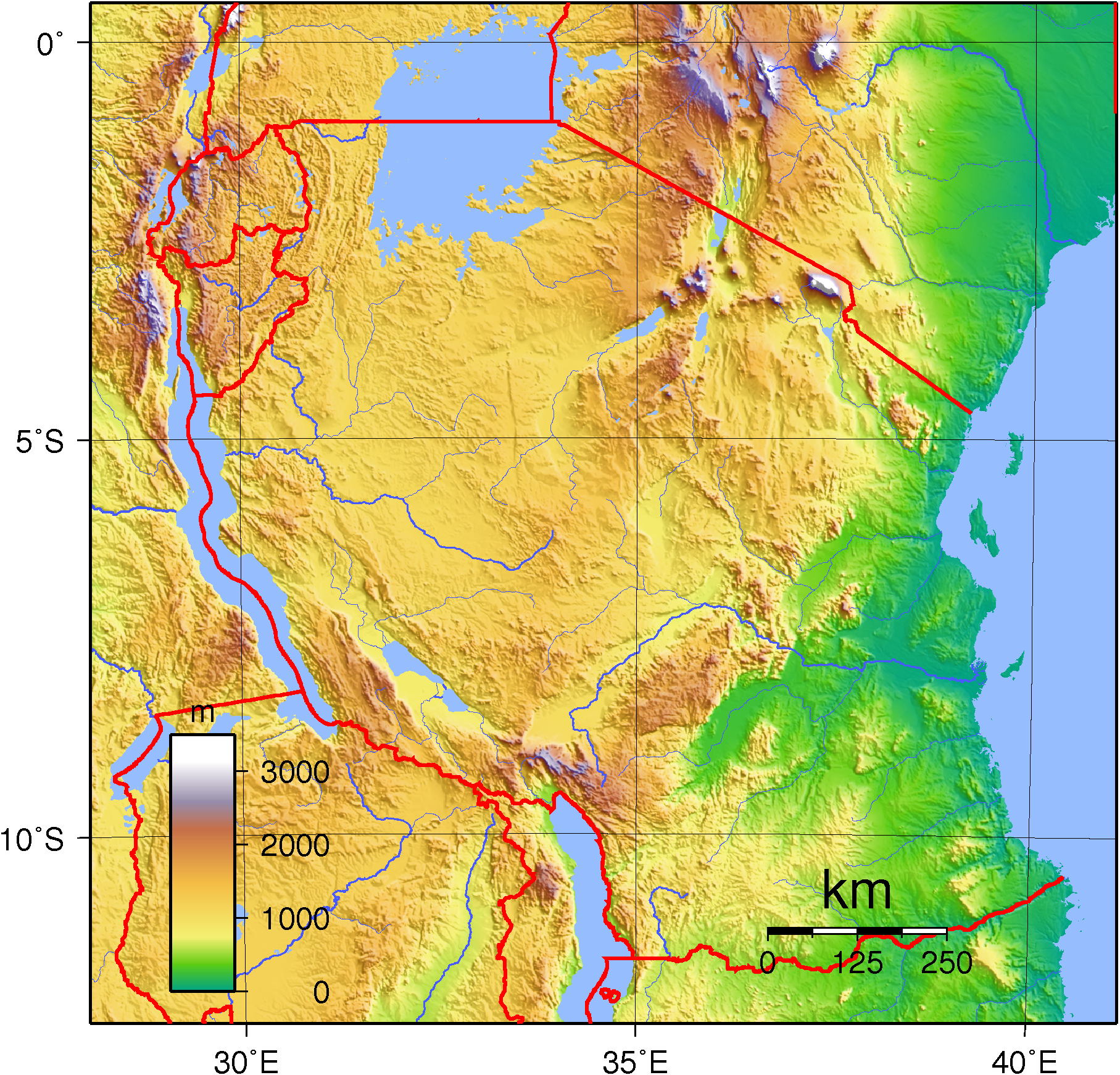
نقشه ناهمواری‌های تانزانیا.

تانزانیا کشوری است در شرق قاره آفریقا دارای دریاچه‌ها و پارک‌های ملی فراوان و بلندترین قله آفریقا یعنی کوه کلیمانجارو (۵۸۹۵ متر) در این کشور واقع شده‌است. با ۹۴۵۰۸۷ کیلومتر مربع مساحت (دو برابر ایالت کالیفرنیای آمریکا)، تانزانیا بزرگ‌ترین کشور شرق آفریقا است.
بخش شمال شرقی تانزانیا کوهستانی است، در حالی که منطقه مرکزی آن بخشی از یک فلات بزرگ پوشیده از علفزار است. این کشور همچنین قسمت جنوبی دریاچه ویکتوریا را دربر گرفته که مرز شمالی تانزانیا با اوگاندا و کنیا را تشکیل می‌دهد.
تانزانیا  دارد و هم‌مرز است با اقیانوس هند در شرق، کنیا و اوگاندا در شمال، رواندا، بوروندی و جمهوری دموکراتیک کنگو در غرب و زامبیا، مالاوی و موزامبیک در جنوب.
تانزانیا به ۲۶ استان تقسیم می‌شود. ۲۱ در سرزمین اصلی، ۳ در جزیره زنگبار و ۲ مورد در جزیره پمبا.

بیشتر زمین‌های تانزانیا زمانی گرم‌دشت و بیشه‌زار بوده است، اما امروزه نیمه‌بیابانی است. در تانزانیا حیات وحش فراوان وجود دارد. بزرگترین جمعیت فیل‌های باقی‌مانده در جهان در پناهگاه حیات وحش سلوس تانزانیا وجود دارد، اما بسیاری از این فیل‌ها هنوز برای تجارت عاج کشته می‌شوند.

## جغرافیای طبیعی
شمال شرق تانزانیا کوهستانی است و شامل کوه‌های مرو و کوه کلیمانجارو است که هر دو آتشفشان غیرفعال هستند. کلیمانجارو، گرچه بسیار نزدیک به خط استوا است، در زمستان‌ها با برف پوشیده شده‌است، کوه کلیمانجارو سالانه هزاران گردشگر را به خود جذب می‌کند. 
در غرب این کوهستان، پارک ملی سرنگتی با شهرت جهانی قرار دارد که به دلیل مهاجرت سالانه میلیون‌ها کل یالدار آبی‌رنگ و همچنین فراوانی شیر، پلنگ، فیل، کرگدن و گاومیش مشهور است. در نزدیکی این پارک، تنگ اُلدُوای قرار دارد، مشهور به «گهواره بشر»، جایی که بسیاری از قدیمی‌ترین سنگواره‌ها و و دست‌ساخته‌های پیشاتاریخی پیدا شده‌است. 
دریاچه ویکتوریا، در مرز کنیا - اوگاندا - تانزانیا، بزرگترین دریاچه در آفریقا و سرچشمه رود نیل است. در غرب، دریاچه تانگانیکا جداکننده تانزانیا از جمهوری دموکراتیک کنگو است. این دریاچه پس از دریاچه بایکال در سیبری، دومین دریاچه قدیمی و ژرف در جهان است. 
مرکز تانزانیا یک فلات بزرگ است که دارای علفزارها و پارک‌های ملی در جنوب و شمال و زمین‌های قابل کشت در بیشتر قسمت‌های خود است. دودوما، پایتخت کشور، در مرکز کشور واقع شده‌است، اگرچه بسیاری از امور دولتی هنوز در دارالسلام انجام می‌شود.
کرانه‌های خاوری تانزانیا گرم و مرطوب است و بزرگترین شهر و پایتخت تجاری تانزانیا، دارالسلام، را در بر می‌گیرد. درست در شمال شرقی دارالسلام جزایر زنگبار و پمبا واقع شده‌است، قلمرویی نیمه‌خودمختار که به دلیل ادویه‌جات خود معروف است. نام زنگبار فارسی  و به معنای «ساحل زنگیان (سیاهان)»‌ است. 

## آب و هوا
آب و هوای تانزانیا در سواحل کشور گرم و مرطوب و در مناطق مرتفع شمال شرق و جنوب غرب،‌ معتدل است. تانزانیا دارای دو فصل بارانی است. یکی طولانی و سنگین از مارس تا مه، و دیگری کوتاه‌تر و کم‌بارش‌تر از نوامبر تا ژانویه. 
تغییرات آب و هوایی در تانزانیا بر محیط طبیعی و ساکنان تانزانیا تأثیرگذار بوده‌است. دمای هوا در تانزانیا افزایش داشته و همراه با آن، احتمال وقوع سیلاب و خشکسالی هم بیشتر شده‌است.
کمبود آب در این کشور به یک معضل فزاینده تبدیل شده‌است و بسیاری از پهنه‌های آبی بزرگ افت شدید سطح آب داشته‌اند، از جمله دریاچه ویکتوریا، دریاچه تانگانیکا، دریاچه جیپه و دریاچه روکوا. 
بخش کشاورزی تانزانیا که بیش از نیمی از جمعیت آن را استخدام می‌کند، به ویژه نسبت به دگرگونی آب‌وهوایی آسیب‌پذیر است زیرا کشاورزان این کشور عمدتاً به کشاورزی دیم وابسته هستند. درصد بالایی از جمعیت تانزانیا در سواحل زندگی می‌کنند و به ماهی‌گیری و آبزی‌پروری وابسته هستند. انتظار می‌رود افزایش سطح آب دریا و تغییرات در کیفیت آب بر این بخش‌ها تأثیر بگذارد و چالشی برای این کشور پدید آورد.